# Феролето-делла-Кьеза
Феролето-делла-Кьеза (итал. Feroleto della Chiesa) — коммуна в Италии, располагается в регионе Калабрия, подчиняется административному центру Реджо-Калабрия.
Население составляет 1872 человека, плотность населения составляет 267 чел./км². Занимает площадь 7 км². Почтовый индекс — 89050. Телефонный код — 0966.
Покровителем коммуны почитается святитель Николай Мирликийский, празднование 6 декабря.